# Hemza Mihoubi
Hemza Mihoubi est un footballeur franco-algérien né le 13 janvier 1986 à Oran (Algérie). Il évolue au poste d'arrière gauche à l'US Arbedo.

## Biographie
Hemza Mihoubi est formé au FC Metz. Sa carrière prend une nouvelle tournure quand il s'impose comme arrière gauche dans la formation messine en février 2006. 
Il quitte le club lorrain quatre mois plus tard, attiré par la proposition financière de Lecce. Après seulement 6 mois en Italie, il est prêté au Sporting de Charleroi. Peu utilisé à l'US Lecce, il rejoint l'AC Bellinzone le 28 juillet 2009.
Bien qu'il ait déjà évolué avec l'Équipe de France des moins de 19 ans, Hemza Mihoubi a encore la possibilité de choisir de porter le maillot de l'Équipe nationale algérienne.

## Sélections nationales
- 2 sélections et 0 but avec l'Algérie -18 ans
- 5 sélections avec la France -19 ans